# Stefano Piano
Stefano Piano (Silvano d'Orba, 1º marzo 1941) è un indologo e storico delle religioni italiano.

## Biografia
Nato a Silvano d'Orba (provincia di Alessandria) il 1º marzo 1941, Stefano Piano si è laureato nel 1963 in Lettere classiche con una tesi in Indologia riguardante la "Cosmogonia e cosmografia nel Narasiṃha-purāṇa". Nello stesso anno ha conseguito il Diploma di lingua tedesca presso il Goethe-Institut di Torino e l'anno successivo il Diploma di lingua hindi presso la sezione piemontese dell'Istituto italiano per il Medio ed Estremo Oriente.
Ha successivamente continuato gli studi sotto la guida del professor Oscar Botto, seguendo con particolare riguardo la letteratura religiosa indiana.
Già "Assistente volontario" alla Cattedra di Indologia presso la Facoltà di Lettere e Filosofia dell'Università di Torino e, successivamente, "Assistente incaricato", è divenuto nel 1967 "Assistente ordinario" a seguito di un concorso.
Nel 1971 è stato nominato "Professore incaricato" di "Lingue e letterature arie moderne dell'India" presso la Facoltà di Lettere e Filosofia dell'Università di Torino.
Nel 1972 è stato nominato "Professore incaricato" di Indologia presso la Facoltà di Lettere e Filosofia dell'Università di Genova divenendo, a partire dal 1973, "Professore incaricato" di Sanscrito presso la stessa Università.
Nel 1983 ha assunto il ruolo di "Professore associato" in Indologia presso la Facoltà di Lettere e Filosofia dell'Università di Torino.
Nel 1994 è stato nominato "Professore straordinario" e nel 1997 "Professore ordinario" di Indologia sempre presso la Facoltà di Lettere e Filosofia dell'Università di Torino.
Dopo aver promosso l'istituzione, presso l'Università di Torino, di un Dottorato di ricerca in "Studi indologici e tibetologici", avente come sedi consorziate le Università di Bologna, Milano e Napoli "L'Orientale", è stato nominato coordinatore del Dottorato stesso, attivato a partire dal 2001 e confluito poi come indirizzo nella Scuola di Dottorato in "Studi Euro-Asiatici: Indologia, Linguistica, Onomastica" (2006).
Attualmente tiene anche i corsi di "Storia delle religioni" (area asiatica) presso la sezione di Torino della Facoltà teologica dell'Italia settentrionale e l'Istituto superiore di scienze religiose (ISSR) di Torino (dal 1986).
Dal 2000 è membro della Commissione Esaminatrice delle tesi di Dottorato (Ph.D.) in Hindi dell'Università di Calcutta.
Dal 1976 è membro della Société Asiatique di Parigi.
È Socio fondatore e membro del Consiglio Direttivo dell'"Associazione italiana di studi sanscriti", nonché "Socio ordinario" dell'"Istituto italiano per l'Africa e l'Oriente" (IsIAO) di Roma.
Autore di oltre 250 pubblicazioni scientifiche, ha tenuto lezioni, seminari e conferenze su argomenti di Indologia e cultura orientale in diverse Università italiane e straniere, fra cui Madison (Wisconsin, U.S.A.), Delhi, Lucknow, Tubinga, Hyderabad, Bikaner e Bombay.

## Opere principali
- La Mudrārākṣasanāṭakakathā di Mahādeva. Giappichelli, Torino 1968.
- Guru Nānak e il Sikhismo. Editrice Esperienze, Fossano 1971.
- L'India antica e la sua tradizione. D'Anna, Messina/Firenze 1975.
- Canti religiosi dei Sikh. Rusconi, Milano 1985; Bompiani 2001.
- Il mito del Gange. Promolibri, Torino 1990.
- Gemme di saggezza dell'India (in collaborazione con Mario Piantelli). Promolibri, Torino 1992, 1993.
- Bhagavad-gītā. Il canto del glorioso Signore. Edizioni San Paolo, Cinisello Balsamo 1994.
- Sanātana-dharma. Un incontro con l'«induismo». Edizioni San Paolo, Cinisello Balsamo 1996.
- Enciclopedia dello Yoga Promolibri, Torino 1996; 2002.
- Lo hindūismo. La prassi religiosa in "Storia delle religioni" a cura di Giovanni Filoramo, 4. Religioni dell'India e dell'Estremo Oriente, Laterza, Roma-Bari 1996, pp. 133–194.
- Il Neo-hindūismo, ibidem; Lo hindūismo oggi, ibidem; Il Sikh-panth, ibidem.
- C. Della Casa-S. Piano-M. Piantelli, Hinduismo , a cura di G. Filoramo, Laterza, Roma-Bari 2002.
- Saggezza hindū (in collaborazione con Pinuccia Caracchi). Edizioni San Paolo, Cinisello Balsamo 1998.
- Le letterature dell'India (in collaborazione con Giuliano Boccali e Saverio Sani). Utet Libreria, Torino 2000.
- Lessico elementare dell'induismo, Promolibri Magnanelli, Torino 2001.
- Primo incontro con l'India, Magnanelli, Torino 2002.
- Lineamenti di storia culturale dell'India antica, Libreria Stampatori, Torino 2004.
- Luoghi dei morti (fisici, rituali e metafisici) nelle tradizioni religiose dell'India, Edizioni dell'Orso, Alessandria 2005.
- Hinduismo antico. I. Dalle origini vediche ai Purāṇa, a cura di Francesco Sferra, “I Meridiani”, Mondadori, Milano 2010.
- Ad antiche fonti. Voci dell'induismo attraverso il tempo, a cura di Pinuccia Caracchi e Stefano Piano, Lakṣmī, Savona 2012.
- Introduzione allo studio del sanscrito, Edizioni dell'Orso, Alessandria 2020.